# Tsutsui Jomyo Meishu
Tsutsui no Meishu Jōmyō (筒井净妙明秀) era um monge guerreiro, ou Sohei , de Mii-dera , que lutou ao lado de Minamoto no Yorimasa e seus companheiros monges na Batalha de Uji , em 1180, defendendo o Byodo-in e o Príncipe Mochihito dos ataques do clã Taira .
Tsutsui substituiu Gochin no Tajima na ponte de Uji . De pé sobre a ponte quebrada, Tsutsui lutou contra os samurais do clã Taira com arco e flecha, naginata , espada e punhal.
Segundo o Heike Monogatari :
"Ao atirar como um raio suas 24 flechas, matou 12 soldados dos Heike (Taira) e feriu 11. Uma Flecha ainda permaneceu em sua aljava, mas arremessando seu arco para o lado tirou sua aljava e a jogou ao lado também, arremessou seus calçados e pulando descalço sobre as vigas da ponte, ele atravessou." ... "Com sua naginata derruba cinco inimigos, mas no sexto a naginata fica presa, arremessando-a para longe, ele desembainha sua tachi , passa a dar golpes em uma série de estilos : zig-zag,  entrelaçamento, cruz, libélula invertida, roda d'água e  oito lados em um, matando mais oito adversários, mas como ele derrubou o nono com um golpe extremamente poderoso no capacete a lâmina de sua tachi quebrou no punho e caiu na água abaixo . Então, puxou sua Tanto , que era a única arma que ainda lhe restava, manejando-a com fúria enfrentando a morte . "
Diz-se que ao final Tsutsui contou 63 flechas espetadas em sua armadura, o que é bem improvável, considerando a estrutura e composição do material da armadura samurai .